# Anna Yi Si-im
Anna Yi Si-im (ur. w 1782 w Nopeunmoe, zm. 19 grudnia 1816 w Andong) – koreańska męczennica i błogosławiona Kościoła katolickiego.

## Życiorys
Anna Yi Si-im pochodziła ze szlacheckiej rodziny. Była żoną Paka, z tego związku miała syna. Po śmierci męża zajęła się z praktykowaniem nauki katolickiej i wychowaniem syna. Została aresztowana podczas prześladowań antykatolickich w 1815 roku i poddana wielokrotnym torturom i przesłuchaniom w celu zmuszenia jej do wyrzeczenia się wiary. 19 grudnia 1816 została ścięta.
Została beatyfikowana 16 sierpnia 2014 w grupie 124 męczenników koreańskich przez papieża Franciszka, podczas swojej wizyty w Korei Południowej.